# Леймарел Сідабі

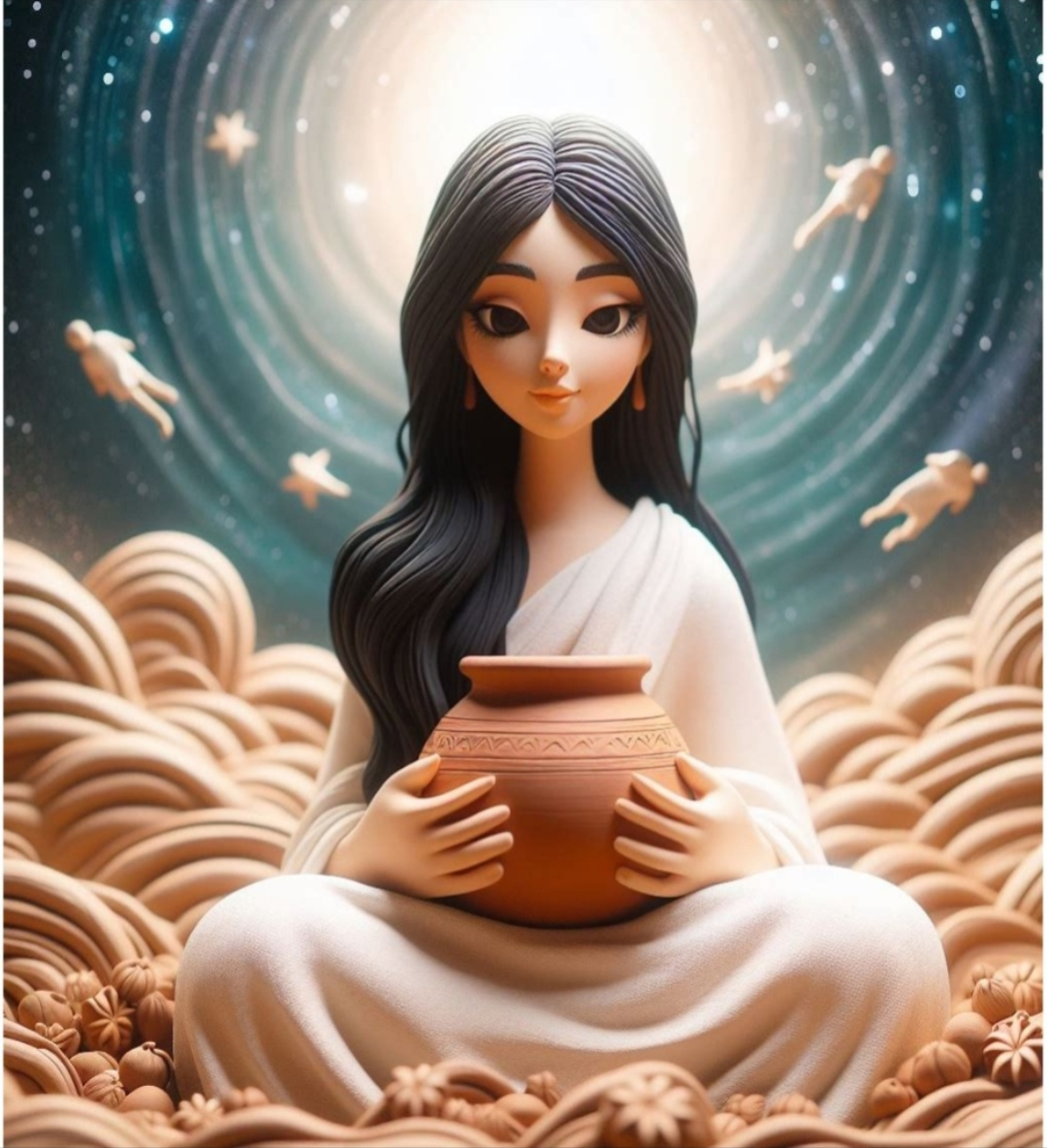
Леймарел

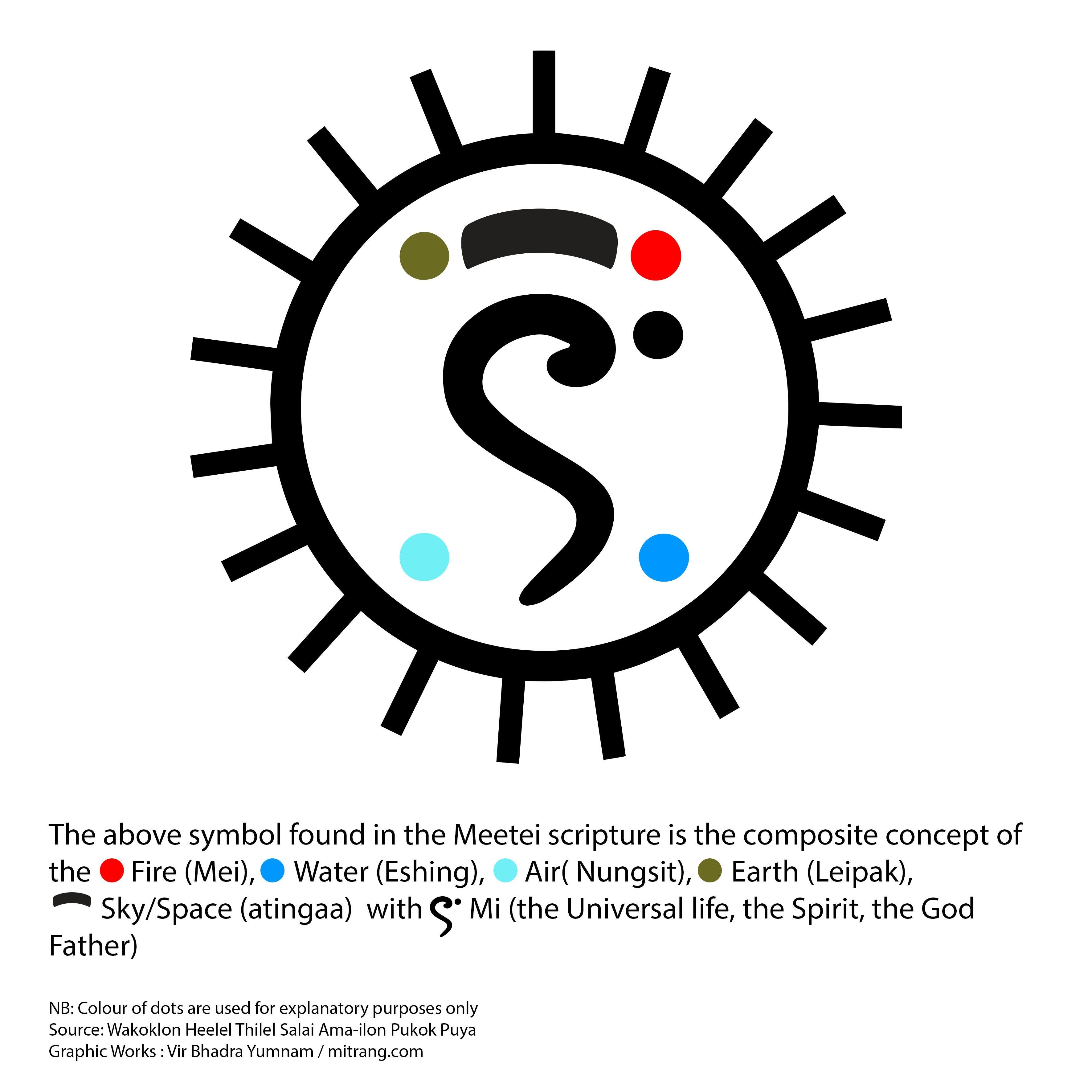
Символ з поясненням

Леймарел Сідабі або Леймалель Сітапі — найвища богиня в релігії та міфології Мейтей, богиня землі, природи та богиня-матір усіх створінь у всьому Всесвіті. Вона є консорціоном Лорд Атінкока Мару Сідаба й матір'ю Леньюгауна Санамагі та Пахангба.
Нині її ім'ям названо ринковий комплекс № 1 на Іма Кейтель (Ринок матерів), єдиному у світі ринку, де працюють виключно жінки.

## Етимологія
Слово мейтей «Леймарель» або «Леймарен» у перекладі означає «королева» або «богиня». Слово «Леймарель» або «Леймарен» можна розбити на частини: «Лей», «Ма» та «-рен» або «-рель». «Лей» означає земля або суходіл. «Ма» означає мати. «-рен» (або «-рель») означає відмінно. Інше слово Мейтей «Сідабі» можна розділити на «Сі», «-да» та «-бі». «Сі» («Побачити») означає «померти». «-да» означає негативне значення. «-бі» («-бджола») позначає жіночий рід.

## Шайон (втілення)
Леймарел Сідабі відома своїми різноманітними втіленнями в різних формах, що володіють різними атрибутами .
Ось її втілення:
Опис божественних форм
- Чанг Нін Лейма — богиня і дружина лорда Хоріфаби, принца небесного царства.
- Емоіну Вона — богиня багатства, процвітання і щастя.
- Ерейма — богиня води і водойм.
- Хікубі Яйкубі Вона — богиня дорогоцінних каменів і багатства.
- Нгалейма — богиня риби та водного життя.
- Нонгтанг Лейма — богиня грому та дощу.
- Пантхойбі Вона — богиня мужності, війни та ностальгії.
- Phouoibi Вона — богиня рису, процвітання та врожаю.
- Пітхай Хонгдайбі — богиня-матір усіх.
- Сіллейма Вона — богиня праці та занять.
- Тумлейма Вона — богиня солі та поживних речовин.

## Легенди
Під час дитинства бог-творець Атінкок Мару Сідаба попросив богиню Леймарел Сідабі створити з неї іншу богиню. Після створення нової богині її назвали Емоіну, яка була послана на землю як божество-охоронець людства.

## Фестивалі
- На фестивалі Мера Чаорел Хоуба богу Лайнінгтоу Санамахі та богині Леймарел Сідабі поклоняються у відомому храмі Санамахі, підносячи фрукти та овочі.[13]
- На святі Мейтей у Саджібу Чейраоба богині Леймарел Сідабі поклоняються, пропонуючи їй сирий рис.[14]

## Пантеон

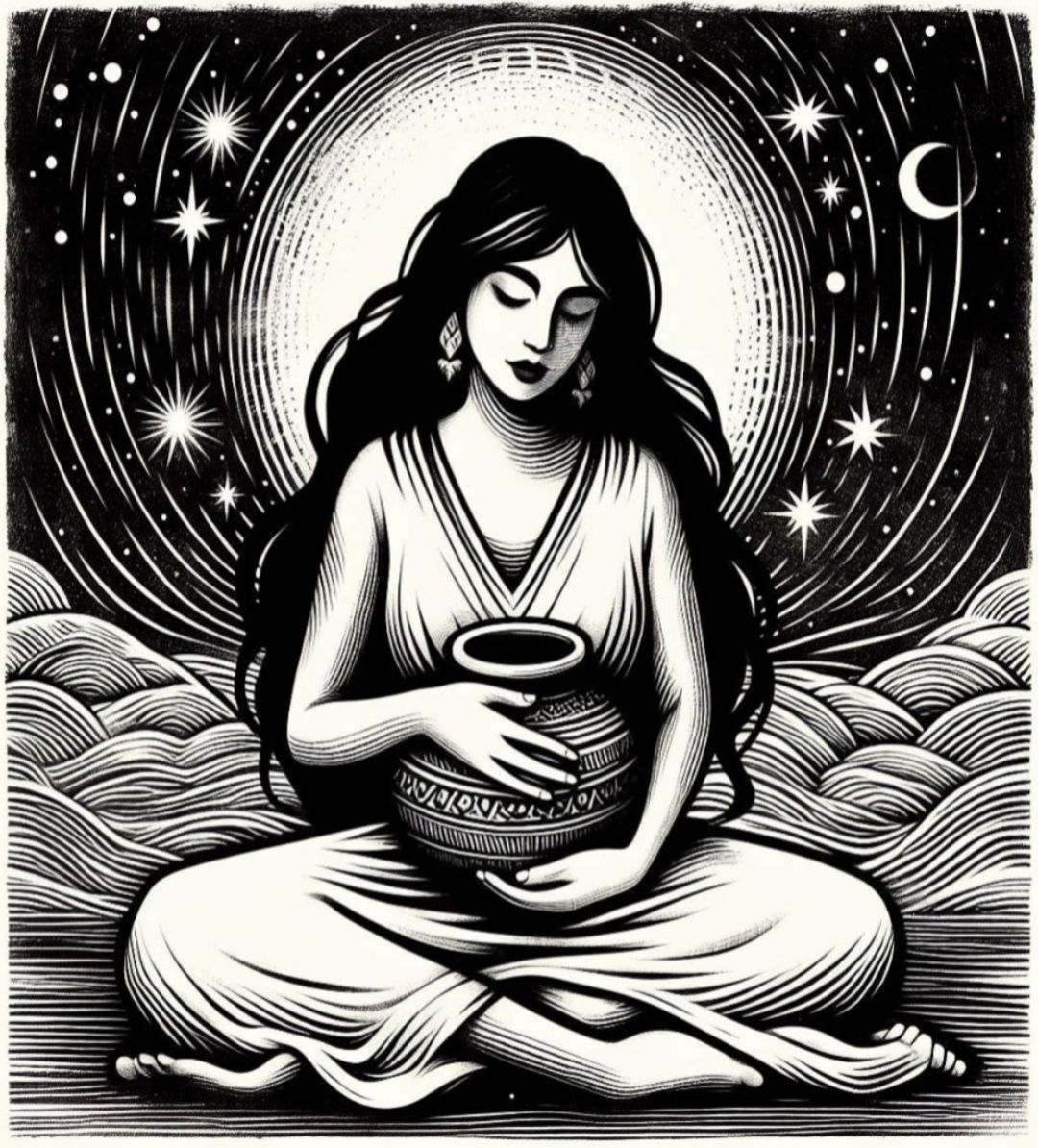
Леймарел

Богиня Леймарел Сідабі, крім того, що їй поклоняються в Маніпурі, Ассамі та Трипурі, має свій пантеон у Бангладеші та М'янмі.
У М'янмі один із відомих пантеонів Еми Леймарел Сідабі розташований у селі Є Кі Баук, де їй поклонялися люди Мейтей.

## У масовій культурі
- У романі «Казки про трон Канглей» богиня Леймарел Сідабі представлена як Нонгда Нонгкхал Лембі.